# Вістовичі
Вісто́вичі — село в Україні, у Рудківській міській територіальній громаді Самбірського району Львівської області. Населення становить 575 осіб (2001).

## Історія

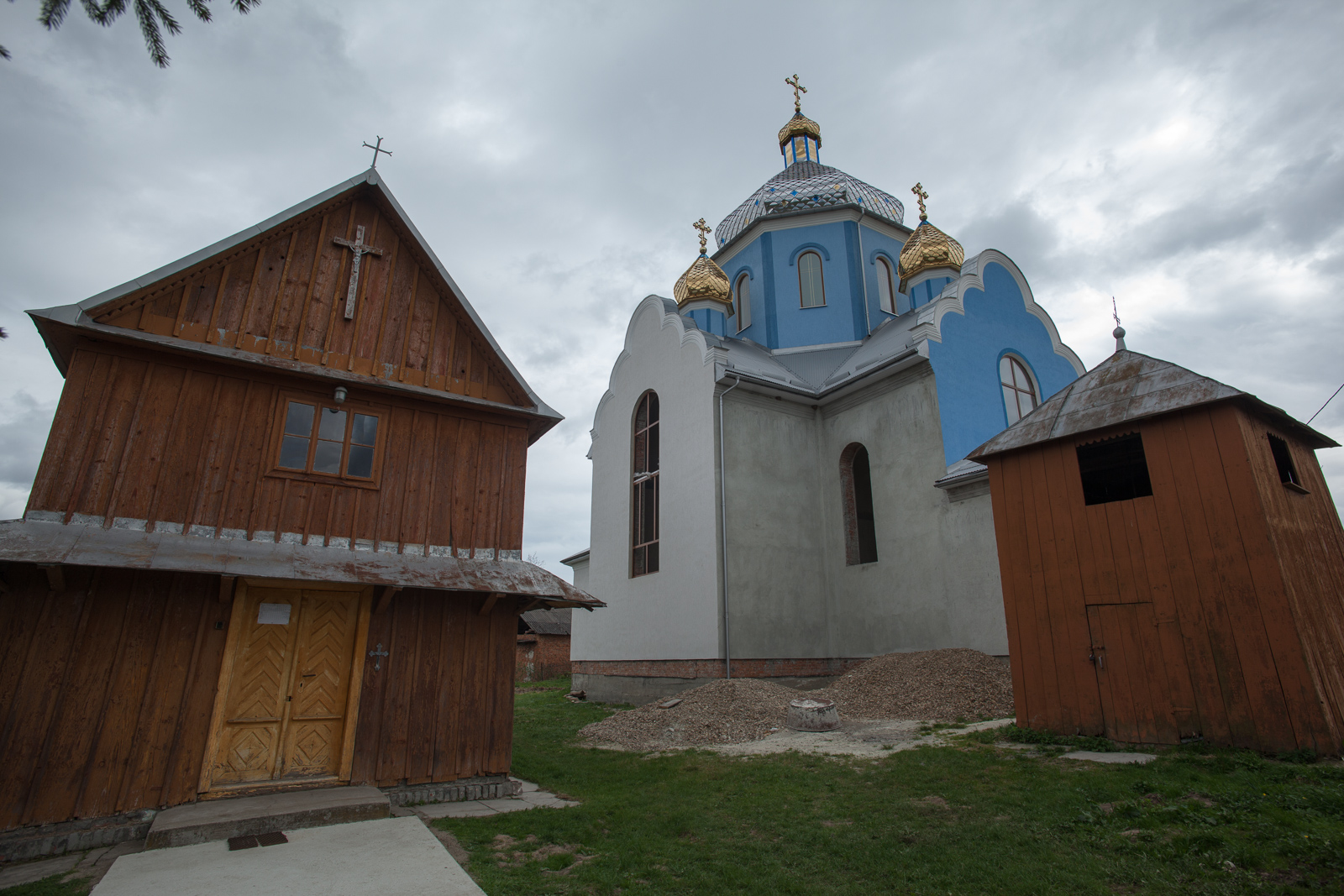
Стара дерев'яна, нова мурована церкви і дерев'яна дзвіниця

На західній околиці села Вістовичі виявлено двошарове поселення перших століть нашої ери.
На значній площі (1,4 × 0,4 км) при злитті р. Вишеньки з її лівим допливом, де був утворений сприятливий для господарства та захисту гострий в плані мис, виявлено комплекс пам'яток, що включають знахідки з періоду бронзи (тшинецька  культура), раннього заліза, пізньоримського часу, черняхівської культури, а також середньовіччя — від ХІ до XIV ст..

## Населення

### Мова
Розподіл населення за рідною мовою за даними перепису 2001 року:
| Мова       | Кількість | Відсоток |
| ---------- | --------- | -------- |
| українська | 575       | 100 %    |

## Відомі мешканці
- Хміль Марія Юріївна (1928—?) — ланкова колгоспу імені Жданова, Герой Соціалістичної Праці (27.07.1954).